# نادي فيبورج
نادي فيبورج (بالإنجليزية: Viborg FF)‏ هو فريق كرة قدم من مدينة فيبورغ في الدنمارك، أُسس بتاريخ 1896، يلعب في دوري الدرجة الأولى الدانماركي، في Viborg Stadium ‏، يدرب النادي Johnny Mølby ‏.

## وصلات خارجية
- صفحة بيانات نادي فيبورج على موقع كووورة، تاريخ الوصول: 25 سبتمبر 2018.
- الموقع الرسمي للنادي